# Пугаев, Константин Павлович
Константин Павлович Пугаев (род. 27 июня 1955) ― советский и российский теннисист и тренер. Заслуженный мастер спорта СССР.

## Биография
Пугаев дважды участвовал в Уимблдонском турнире: первый раз ― в 1973 году, когда он проиграл в первом раунде Эрни Эверту в четырёх сетах и соревновался с Грегом Перкинсом в парном разряде. В 1976 году он и его партнёр Александр Метревели выиграли во втором раунде парного разряда.
Его первое выступление в Кубке Дэвиса состоялось в 1976 году в Тбилиси в матче со сборной Монако; Пугаев принёс команде СССР два очка — в одиночном и в парном разряде.
В 1980 году он выступил в полуфинале турнира Гран-При в Софии, одержав победу над Хансом Симонссоном, Хельмаром Стиглером Тенни Свенссоном.
Пугаев также выступил в Кубке Дэвиса в 1981 году в Юрмале. Сборная СССР одержала победу в мировой группе, когда Пугаев и Вадим Борисов выиграли парный матч в финале зоны Европа B против представителей Нидерландов.
В 1982 году сборная СССР выступила против команды Швеции в Стокгольме, и Пугаев вновь объединили свои усилия с Борисовым в парном разряде. Они проиграли матч в пяти сетах Ярриду Андерсу и Хансу Симонссону. Советские спортсмены были вынуждены играть в низшую лиге плей-офф. Пугаев одержал победу над Йоакимом Нюстрёмом. Сборная Индии стала противником советских теннисистов в низшей лигу плей-офф. Две стороны встретились в Донецке и Пугаев выиграл оба своих матча, победив Саши Менонаи Виджай Амритраджа.
Ещё раз Пугаев в Кубке Дэвиса принял участие в 1983 году в Москве. Сыграл матч с представителем Францией и проиграл, хотя затем одержал победу над Анри Леконтом.
Завоевал золотую медаль в мужском парном разряде на Играх Дружбы 1984 года. Его партнёром был Вадим Борисов.
СССР проиграл в первом раунде мировой группы снова в 1985 году, на этот раз сборной Чехословакии. Пугаев, однако, одержал победу над Либором Пимеком.
Тренировался под руководством В. Н. Янчука, В. Н. Полтева, В. А. Клейменова, Е. В. Корбута.
Главный тренер команд Катара (1991―1992) и ОАЭ (1993―1994). Главный тренер теннисного клуба «Глоб» (Лондон; 1994―1996). Тренировал Е. Манюкову и А. Ольховского.